# Edna Clarke Hall
Pour les articles homonymes, voir Hall.
Edna Clarke Hall, née le 29 juillet 1879 à Shipbourne, dans le Kent, et morte le 11 novembre 1979 à Deal, est une aquarelliste, graveuse, lithographe et dessinatrice britannique, principalement connue pour ses nombreuses illustrations du roman Les Hauts de Hurlevent d'Emily Brontë.

## Biographie

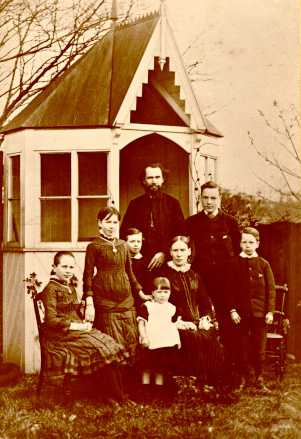
Famille de Benjamin Waugh, vers 1889.

Edna Waugh naît à Shipbourne, elle est la fille du pasteur et philanthrope Benjamin Waugh (en), cofondateur de la National Society for the Prevention of Cruelty to Children (en),.
Elle est admise en 1893, à l'âge de 14 ans, à la Slade School of Fine Art, où elle obtient plusieurs prix ainsi qu'une bourse d'études en 1897. Elle a comme professeur Henry Tonks. Elle se consacre progressivement l'aquarelle. 
Edna quitte la Slade School en 1898, et épouse épouse William Clarke Hall le 22 décembre 1898. Leurs deux fils naissent en 1905 et 1910. Son mariage l'oblige à avoir une activité artistique réduite durant une vingtaine d'années. La famille s'installe dans une maison à Upminster Commons dans le borough londonien de Havering. Leur maison et ses jeunes enfants constituent une source d'inspiration pour Edna Clarke Hall. Elle crée de nombreuses illustrations du roman Les Hauts de Hurlevent d'Emily Brontë,. 

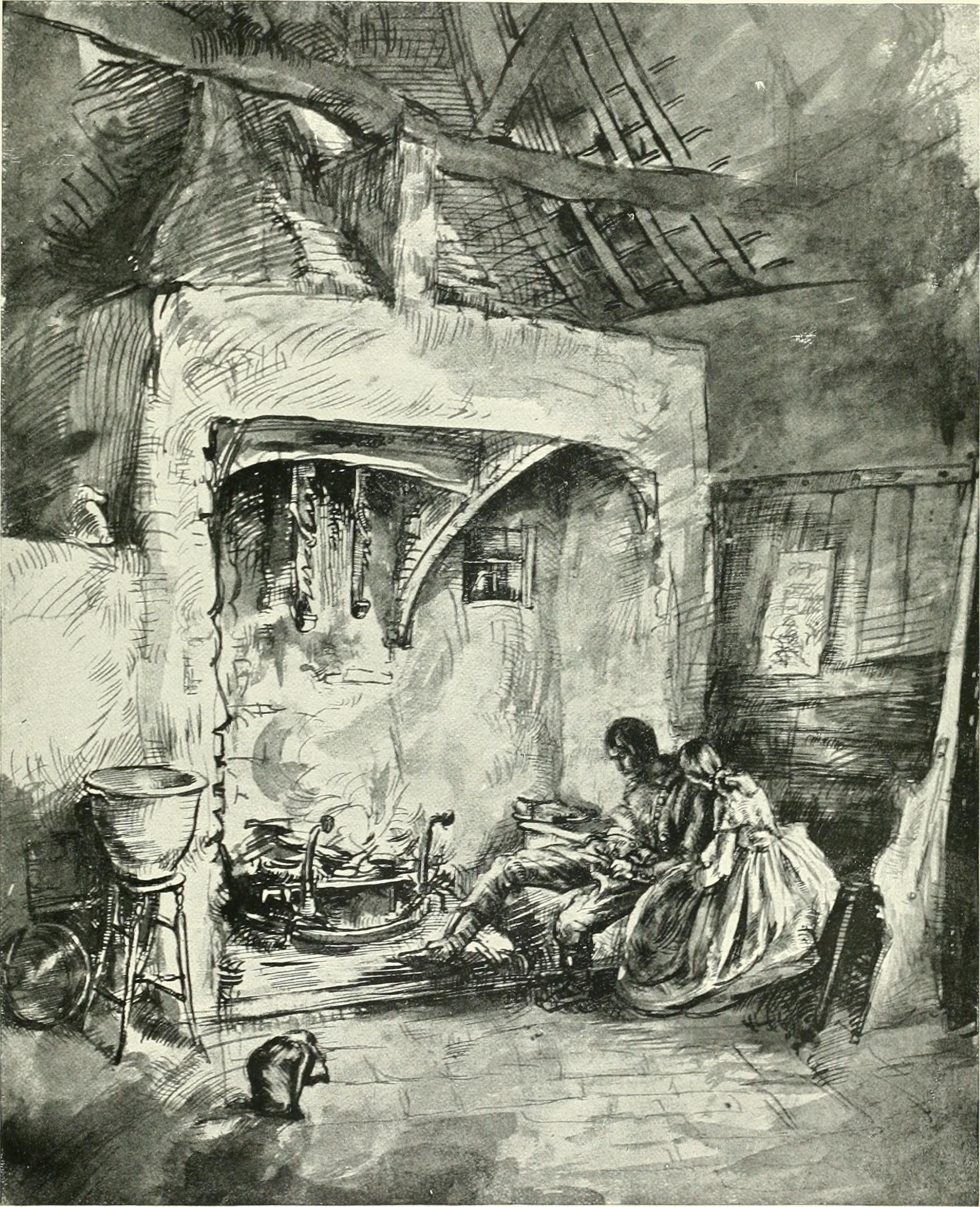
Étude pour Les Hauts de Hurlevent

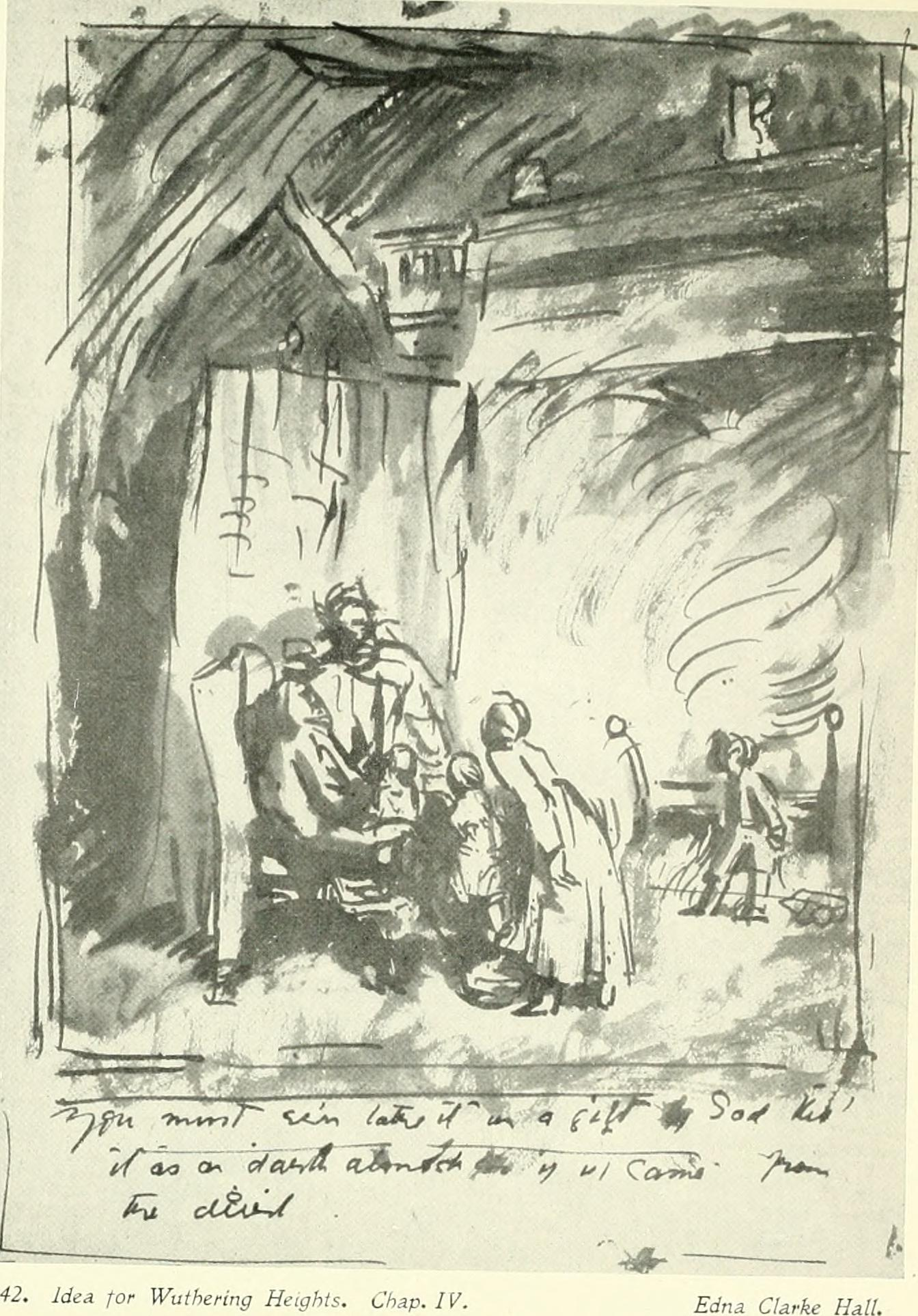
Étude

Elle réalise une exposition personnelle, à Chelsea en 1914, à la demande de son ancien professeur Henry Tonks, et obtient un succès critique important. 
Après la Première Guerre mondiale, elle s'installe dans un atelier à South Square, Grey's Inn où elle peint deux ou trois jours par semaine. Elle commence à exposer régulièrement à la Redfern Gallery de Londres entre 1924 et 1941. Le critique d'art du Times la qualifie d'artiste la plus imaginative d'Angleterre. Elle passe l'hiver 1926-1927 en Égypte. Son mari est anobli en janvier 1932, puis il meurt le 28 octobre de la même année. Edna Clark Hall est parfois appelée Lady Clarke Hall. 
Edna Clarke Hall publie deux volumes de poésie, Poems (1926) et Facets (1930).   
En 1939, ses dessins sont exposés à Manchester. Elle fait sa dernière exposition à la Redfern Gallery en 1941. Cette même année, son atelier et une grande partie de son œuvre sont détruits lors du blitz. Cet événement atteint son énergie créatrice, et elle cesse de peindre au début des années 1950. Elle vit dans le Kent, où elle meurt centenaire, le 16 novembre 1979.